# Chaoyang, Chaoyang
Chaoyang är ett härad som lyder under Chaoyangs stad på prefekturnivå i Liaoning-provinsen i nordöstra Kina.
Chaoyangs härad består av de delar som blev över av häradet då dess huvudort blev ombildat till stadsdistrikt i staden med samma namn.